# 110-та окрема механізована бригада (Україна)
110-та окрема механізована бригада імені генерал-хорунжого Марка Безручка (110 ОМБр, в/ч А4007) — механізоване з'єднання Сухопутних військ Збройних сил України. Входить до складу Корпусу резерву.
Бригада носить ім'я Марка Безручка — воєначальника УНР, одного із командирів, які здобули перемогу у «Диві на Віслі».

## Історія
Наприкінці березня 2022 року підрозділи бригади зайняли оборону в районі м. Авдіївки на Донецькому напрямку.
24 серпня 2022 року бригаді присвоєно почесне найменування «імені генерал-хорунжого Марка Безручка».
26 лютого 2023 року Президент України Володимир Зеленський повідомив, що підрозділ бригади поблизу Авдіївки збив російський літак.
З листопада 2023 року оборона Авдіївки проходила в напівоточенні, в лютому 2024 року бригада мала проблеми з постачанням.
13 лютого 2024 року речник бригади повідомив, що деякі підрозділи бригади вперше за два роки повномасштабної війни виведено на ротацію та відпочинок завдяки надходженню підкріплень. На критичний напрямок було перекинуто 3-тю окрему штурмову бригаду.
16 лютого 110 ОМБр відійшли з відомої позиції «Зеніт», бої за яку тривали близько 10 років. Під час виходу деяких поранених бійців не вдалось евакуювати з позиції, тому було укладено домовленість із росіянами щодо здачі українських бійців у полон з подальшим обміном полоненими. Росіяни порушили домовленість та розстріляли шістьох бійців, серед яких упізнано бійців 110 ОМБр.
17 лютого новопризначений головнокомандувач ЗСУ Олександр Сирський повідомив, що українські підрозділи виведено з Авдіївки.
28 лютого 2024 року стало відомо, що бригада вперше піде на ротацію.
Вже 2 травня 2024 року бригада повернулася на фронт.
4 травня 2024 року президент України Володимир Зеленський повідомив, що 110 ОМБр на Донеччині збила російський штурмовик Су-25.
У жовтні 2024 року бригада дронами розбила дві російські БМП-2 з десантом всередині на Покровському напрямку.
Восени 2024-го бригада зайшла до селища Велика Новосілка.
6 січня 2025 року стало відомо, що командир батальйону 110 ОМБр відмовився 14 грудня 2024 року вести батальйон у бій за лісосмуги, пояснюючи своє рішення тим що в батальйоні є лише 41 % від необхідного особового складу, а частина військовослужбовців навіть не проходила базової військової підготовки. Суд виправдав дії командира, відмовивши у задоволенні позову командування бригади.
Наприкінці грудня 2024 року ДБР повідомило про підозру заступнику командира бригади, а у січні 2025 року — ще й командиру групи матеріального забезпечення. За даними слідства, ці офіцери влаштували схему, за якою підлеглі військовослужбовці могли фактично не з'являтися на службу, а лише значитися в частині, при цьому вони отримували повне грошове забезпечення та навіть бойові виплати за нібито виконані завдання на лінії фронту, а половину отриманих коштів мали передавати командуванню. Вилучено понад 6,73 млн грн.
У кінці січня 2025 року російська армія вибила підрозділи бригади із селища Велика Новосілка. Бої всередині самої Великої Новосілки тривали два місяці, один із яких українська армія вела в умовах напівоточення. Переправи через річку Мокрі Яли, яка розрізає селище на три частини, були зруйновані, логістика здійснювалася лише важкими дронами. 22 січня 110-та механізована бригада виступила в соцмережах з відкритою заявою про нестачу особового складу. Бригада втратила 50 військовослужбовців загиблими і зниклими безвісти у цих боях. Після втрати селища з посади зняли Ігоря Губаренка, командира бригади.

## Структура
- Бригадна артилерійська група:
  - батарея управління та артилерійської розвідки[24]
- батальйон безпілотних систем[18]
- рота безпілотних наземних систем[25]

## Озброєння
- САУ DANA vz. 77.[26][27]
- бронетранспортери YPR-765.[28]
- РСЗВ RM-70.[28]

## Командування
- 2022—2024: полковник Чумак Микола Миколайович[29][30]
- січень 2024—лютий 2025: полковник Губаренко Ігор[31][23][19]
- з лютого по липень 2025: полковник Захаревич Сергій Анатолійович[19]

## Традиції
24 серпня 2022 року, відповідно до Указу Президента України № 606/2022 від 24 серпня 2022 року, 110-й окремій механізованій бригаді було присвоєно почесне найменування «імені генерал-хорунжого Марка Безручка».

### Символіка
На емблемі бригади відтворено сюжет міського герба Черкас кінця XVIII ст. — кінного козака зі списом.

## Вшанування

### Нагороджені
Найвищими державними нагородами відзначені:
- Чумак Микола Миколайович — полковник, командир бригади. Герой України (2022).
- Онопрієнко Віталій Сергійович — молодший сержант. Герой України (2023).
- Тимощук Ігор Вікторович — молодший лейтенант. Герой України (2023).[34]
- Голядинець Володимир Миколайович — капітан, командир роти. Герой України (2024, посмертно).[35]
- Міщенко Володимир Васильович — старший сержант, командир зенітно-ракетного взводу. Герой України (2024).
- Дубницький Андрій Іванович — молодший сержант, Герой України (2025, посмертно).
- Павлов Георгій Олександрович — старший солдат, Герой України (2025, посмертно).

### Довідки
- Сухопутні війська // ukrmilitary.com

### Новини
- ЗСУ показали бойову роботу САУ Dana. mil.in.ua. Український мілітарний портал. 3 грудня 2022. Процитовано 18 грудня 2022.
- ЗМІСТ — На Полтавщині збирають гроші на автівку для бійців 110-ої бригади: старий автомобіль знищили окупанти
- 110 бригада Марка Безручка відбила наступ ворога на Донеччині (ВІДЕО)

### Відео
- 110 Окрема механізована бригада імені генерал-хорунжого Марка Безручка